# Пуебліка-де-Вальверде
Пуебліка-де-Вальверде (ісп. Pueblica de Valverde) — муніципалітет в Іспанії, у складі автономної спільноти Кастилія-і-Леон, у провінції Самора. Населення — 252 особи (2010).
Муніципалітет розташований на відстані близько 250 км на північний захід від Мадрида, 47 км на північ від Самори.
На території муніципалітету розташовані такі населені пункти: (дані про населення за 2010 рік)
- Берсіанос-де-Вальверде: 85 осіб
- Пуебліка-де-Вальверде: 167 осіб

## Демографія
Динаміка населення (INE ):